# Epiplema albida
Epiplema albida är en fjärilsart som beskrevs av George Francis Hampson. Epiplema albida ingår i släktet Epiplema och familjen Uraniidae. Inga underarter finns listade i Catalogue of Life.